# Bhool Bhulaiyaa 2
Série
Bhool Bhulaiyaa
(2007) Bhool Bhulaiyaa 3
(2024)
Pour plus de détails, voir Fiche technique et Distribution.
Bhool Bhulaiyaa 2 (भूल भुलैया 2) est un film d'horreur comique indien en langue hindi de 2022 réalisé par Anees Bazmee, écrit par Aakash Kaushik et Farhad Samji, et produit par T-Series Films et Cine1 Studios. Il s'agit d'une suite autonome du film Bhool Bhulaiyaa de 2007 (2007). Le film met en vedette Tabu, Kartik Aaryan et Kiara Advani, et suit Ruhaan Randhawa, qui doit se faire passer pour un médium frauduleux pour faire face au retour de Manjulika, un esprit malveillant déterminé à se venger de la famille Thakur.
L'intrigue du film est vaguement basée sur le film Geethaanjali de 2013, un spin-off de la version originale malayalam de Bhool Bhulaiyaa. Le tournage principal a commencé en octobre 2019. La production a connu des retards prolongés en raison de la pandémie de COVID-19, avant de reprendre en 2021 et de se terminer en février 2022. Il a été tourné à Lucknow, Jaipur, Mumbai et Manali. La musique du film a été composée par Sandeep Shirodkar, tandis que les chansons ont été composées par Pritam avec des paroles écrites par Amitabh Bhattacharya, Yo Yo Honey Singh, Mandy Gill et Saaveri Verma, tandis que deux chansons écrites à l'origine par le parolier Sameer pour l'original de 2007 lui ont été attribuées, y compris un remix de la chanson titre, recréé par Tanishk Bagchi, qui est crédité comme co-compositeur.
Bhool Bhulaiyaa 2 est sorti en salles dans le monde entier le 20 mai 2022 et a reçu des critiques généralement positives de la part des critiques, avec des éloges particuliers pour les performances, l'humour, la partition musicale, la bande sonore, la cinématographie et la réalisation de Tabu et Aaryan, mais a reçu des critiques pour l'écriture et le montage. Le film a rapporté ₹crores de roupies  dans le monde et est devenu le quatrième film hindi le plus rentable et le neuvième film indien le plus rentable de 2022. Le film a reçu 10 nominations aux 68e Filmfare Awards, dont celui du meilleur film, du meilleur réalisateur (Bazmee), de la meilleure actrice (Tabu) et du meilleur acteur (Aaryan), et a remporté le prix de la meilleure actrice (critique) (Tabu). Une suite, Bhool Bhulaiyaa 3, avec Aaryan avec Vidya Balan, Madhuri Dixit et Triptii Dimri, est sortie à Diwali 2024.

## Synopsis
Dans un manoir de Bhawanigarh, au Rajasthan, en 2004, de puissants sorciers et prêtres exécutent des rituels sacrés, et des choses surnaturelles commencent à se produire dans le palais par un esprit malveillant nommé Manjulika, déterminé à attaquer la belle-fille de la famille, Anjulika. Le sorcier intervient et force l'esprit à entrer dans une chambre, et un puissant trishul et des amulettes sacrées sont placés sur la porte pour sceller l'esprit à l'intérieur de la pièce. Après cela, la famille déserte le manoir pour plus de sécurité.
18 ans plus tard, dans l'Himachal Pradesh, Ruhaan Randhawa rencontre Reet Thakur, qui est en voyage à Bhawanigarh via Chandigarh pour épouser à contrecœur son fiancé Sagar. Ils montent à bord d'un bus pour Chandigarh mais interrompent leur voyage pour assister à un carnaval musical et découvrent plus tard que le bus dans lequel ils étaient censés voyager a eu un accident, tuant tout le monde à bord. Par la suite, les Thakurs, propriétaires du manoir abandonné il y a 18 ans, ont supposé qu'elle était morte. Reet essaie de contacter sa famille, mais au téléphone, elle entend une conversation entre sa jeune sœur Trisha et Sagar, réalisant qu'une liaison se prépare entre eux. Cherchant à leur gagner le cadeau du mariage afin d'éviter d'y tomber, Reet joue le jeu de la présomption de sa famille quant à sa disparition et se rend à Bhawanigarh avec un Ruhaan hésitant.
Ils décident de se cacher dans le manoir ancestral abandonné, mais Chote Pandit, un prêtre, repère les portes du manoir ouvertes et informe les Thakurs, qui avec les villageois entrent dans le manoir et repèrent Ruhaan, qui dissimule la situation en mentant que l'esprit de Reet l'a conduit là-bas et que son dernier souhait est de voir sa famille vivre dans le manoir ancestral, et cela aussi avec Trisha mariée. Sous l'influence de Ruhaan, les Thakurs arrangent le mariage de Trisha avec Sagar. En raison de sa capacité présumée à communiquer avec les esprits, Ruhaan devient populaire sous le nom de Rooh Baba, et lui et Reet deviennent amis. Lorsque Ruhaan est conduit dans la pièce où l'esprit était piégé, Anjulika, la belle-sœur de Reet, l'avertit de rester loin de la pièce et révèle que l'esprit est en fait la sœur jumelle d'Anjulika, Manjulika.
Les sœurs avaient migré vers le manoir lorsque leur père, Debanshu, fut chargé de gérer les comptes des Thakurs. L'affection partiale de Debanshu pour les talents d'Anjulika a instillé la jalousie chez Manjulika, qui s'est transformée en haine. En 2004, les deux sœurs sont tombées amoureuses d'Uday Thakur, le frère aîné de Reet. Cependant, Uday a rendu la pareille aux sentiments d'Anjulika, laissant Manjulika furieuse et trompée. Manjulika, qui cherchait du réconfort dans l'apprentissage de la magie noire, décida d'utiliser la magie comme arme contre Anjulika. La nuit du mariage d'Uday et d'Anjulika, Manjulika a brutalement poignardé Debanshu pour avoir découvert la vérité et a décidé de tuer Anjulika, mais Anjulika s'est sauvée et a poignardé Manjulika en état de légitime défense, la tuant. Bien qu'elle soit morte, Manjulika n'a pas laissé la famille tranquille, car son esprit a continué à leur faire du mal et a paralysé Uday en le poussant du balcon. Les prêtres capturèrent Manjulika et l'enfermèrent dans la pièce du troisième étage.
Après le flashback, le père de Reet révèle à Ruhaan que la malédiction de Manjulika avait tué huit membres de leur famille. Une nuit, Chote Pandit trouve Ruhaan et Reet errant dans le manoir et découvre la vérité. Avec l'aide de son frère aîné Bade Pandit et de sa femme (dont les affaires sont affectées en raison de la popularité de Ruhaan), Chote Pandit lance une recherche dans le manoir. Sachant que personne n'entrerait dans la chambre de Manjulika, Reet décide de s'y cacher, et les accusations de Chote Pandit se révèlent fausses pour la famille. Libérée, Manjulika attaque Anjulika, qui découvre la vérité sur le fait que Reet est en vie et s'associe à Ruhaan et Reet pour éloigner l'esprit. Ils prennent l'aide du même prêtre qui a capturé l'esprit de Manjulika, mais il leur dit qu'il a besoin de trois jours. L'esprit de Manjulika possède le prêtre et le pousse à tuer ses disciples avant d'être lui-même tué. Ruhaan rencontre l'esprit et tombe d'une terrasse par peur.
Ruhaan revient au palais, conversant en bengali, et prétend être Manjulika, révélant qu'il est possédé. Les Thakurs repèrent Reet et apprennent qu'elle est vivante. Ruhaan attaque Anjulika, qui utilise Reet comme bouclier humain, en menaçant de lui trancher la gorge si Ruhaan l'attaque et s'adresse à lui comme "Anjulika", ce qui perturbe la famille. Ruhaan révèle qu'il a fait semblant d'être possédé par l'esprit et que la femme décédée en 2004 était en fait Anjulika, tandis que celle qui vit avec eux est la vraie Manjulika.
En 2004, après avoir tué Debanshu avec l'aide du prêtre, révélé être le complice de Manjulika, Manjulika a influencé Anjulika en utilisant la magie noire et a volé son identité. Déguisée en Manjulika sous l'influence de la magie noire, Anjulika a attaqué Manjulika, qui l'a poignardée à mort sous prétexte de légitime défense. Quand Uday a découvert la vérité, Manjulika l'a poussé du balcon, le paralysant et l'empêchant ainsi d'en parler à qui que ce soit. Elle a également tué huit membres de la famille pour avoir appris la vérité. De nos jours, l'esprit d'Anjulika attaque Manjulika et l'emprisonne dans la même pièce dans laquelle elle a été enfermée en 2004. L'esprit d'Anjulika passe un moment avec sa famille et demande au père de Reet de lui pardonner car cela a révélé la vérité sur Anjulika et Manjulika. Elle remercie Ruhaan et demande à la famille de partir, car elle a des affaires en suspens avec Manjulika. Anjulika entre dans la pièce et torture à mort la vraie Manjulika. La famille Thakur part et le manoir est à nouveau abandonné.

## Distribution
- Tabu : double rôles d'Anjulika et Manjulika Chatterjee
- Kartik Aaryan : Ruhan Randhawa / Rooh Baba
- Kiara Advani : Reet Thakur
- Rajpal Yadav : Chhote Pandit[4]
- Amar Upadhyay : Uday Thakur[5]
- Sanjay Mishra : Bade Pandit Jagannath Shastri
- Mehak Manwani : Trisha Thakur
- Vyoma Nandi : Rajeshwari "Rajjo" Thakur, le cousin de Reet
- Ashwini Kalsekar : Panditayeen, la femme de Bade Pandit
- Milind Gunaji : Thakur Vijender Singh, le père de Reet
- Karmveer Choudhary : Mukhiyaji, le chef du village
- Rajesh Sharma : Kulwant Thakur, l'oncle de Reet
- Samarth Chauhan : Punit "Potlu" Thakur; le cousin de Reet
- Govind Namdev : Tantrik Baba, le chasseur d'esprits
- Kali Prasad Mukherjee : Debanshu Chatterjee, le père d'Anjulika et Manjulika